# ناحیه ترومبول، شهرستان آشتابولا، اوهایو
ترومبول، شهرستان آشتابولا، اوهایو (به انگلیسی: Trumbull Township, Ashtabula County, Ohio) یک منطقهٔ مسکونی در ایالات متحده آمریکا است که در اوهایو واقع شده‌است.

## خصوصیات
ترومبول ۶۶٫۵ کیلومترمربع مساحت و ۱٬۴۰۸ نفر جمعیت دارد و ۳۰۶ متر بالاتر از سطح دریا واقع شده‌است.